# Veleposlanstvo Čada u Washingtonu D.C.
Veleposlanstvo Čada u Washingtonu D.C. predstavlja diplomatsko predstavništvo Republike Čad u SAD-u. Nalazi se na sjeverozapadu Massachusetts Avenue u diplomatskoj četvrti, u susjedstvu s veleposlanstvima mnogih država.
Zgradu je od 1957. do 2002. koristila Malezija kao vlastito veleposlanstvo u SAD-u dok ju 2008. kupuje čadska Vlada. Nakon četveromjesečne renovacije, čadsko diplomatsko osoblje se seli iz stare zgrade veleposlanstva na adresi 2002 R Street, N.W. u novu zgradu.
Trenutačni čadski veleposlanik u SAD-u je Mahamoud Adam Béchir.

## Vanjske poveznice
- Službena web stranica veleposlanstva